# Момот Віталій Анатолійович
Віталій Анатолійович Момот (нар. 2 квітня 1990, УРСР) — український футболіст, захисник клубу МФК «Миколаїв». Син відомого українського тренера Анатолія Момота.

## Життєпис
Віталій Момот народився 2 квітня 1990 року. У ДЮФЛУ захищав кольори клубів «Молодь» (Полтава), ДЮСШ ім. І. Горпинка (Полтава), РВУФК (Київ) та «Ворскла» (Полтава).
У 2008 році підписав свій перший професіональний контракт, з полтавською «Ворсклою». Проте у чемпіонаті України виступав за юнацькі та молодіжні команди полтавчан (90 матчів, 12 голів). Дебютував за головну команду «Ворскли» 12 грудня 2007 року у нічийному (1:1) виїзному поєдинку 1/4 фіналу кубку України проти донецького «Шахтаря». Віталій вийшов на поле на 72-й хвилині, замінивши Сашу Джуричиа. Після цього за основну команду ворсклян не зіграв жодного поєдинку.
Після трьох сезонів у полтавському клубі, на початку 2011 року перейшов до друголігового МФК «Кременя». Дебютував за кременчуцьку команду 9 квітня 2011 року в переможному (1:0) домашньому поєдинку 16-го туру групи Ю другої ліги чемпіонату України проти донецького «Шахтаря-3». Момот вийшов на поле в стартовому складі, а на 87-й хвилині його замінив Данило Масюткін. У футболці «Кременя» у чемпіонатах України зіграв 23 матчі, ще 2 — у кубку України.
30 березня 2012 року перейшов до складу іншого друголігового клубу, ФК «Полтави». За полтавчан дебютував 27 квітня 2012 року у переможному (2:1) поєдинку 21-го туру групи Б другої ліги чемпіонату України проти краматорського «Авангарда». Віталій вийшов на поле не 73-й хвилині, замінивши Сергія Даценка. Єдиним голом у футболці «Полтави» відзначився 20 травня 2012 року на 84-й хвилині переможного (3:0) домашнього матчу 25-го туру групи Б другої ліги чемпіонату України проти «Мира» (Горностаївка). Віталій вийшов на поле на 77-й хвилині, замінивши Артура Сірика. За підсумками сезону 2011/12 років ФК «Полтава» стала переможницею групи Б другої ліги чемпіонату України. Проте в сезоні 2012/13 років Момот випав зі складу «Полтави», зігравши лише 1 матч у кубку України. Внаслідок цього у 2012 році Віталій виступав у складі друголігового фарм-клубу полтавського клубу, «Полтави-2-Карлівки». За команду з Карлівки дебютував 14 липня 2012 року в переможному (3:0) домашньому поєдинку 1-го туру групи Б другої ліги чемпіонату України проти «Макіїввугілля». Момот вийшов на поле в стартовому складі та відіграв увесь матч, а на 45+1-й хвилині отримав жовту картку. Єдиним голом за «Карлівку» відзначився 29 липня 2012 року в програному (2:3) домашньому поєдинку 3-го туру групи Б другої ліги чемпіонату України проти «Мира» (Горностаївка). Віталій вийшов у стартовому складі та відіграв увесь матч. У складі карлівського клубу зіграв 15 матчів та відзначився 1 голом.
У 2013—2014 роках виступав за аматорський клуб «Нове Життя» та фейкову «Жемчужину» (Ялта) з Кримського півострова.
У 2014 році перейшов до складу МФК «Миколаїв». За команду з однойменного міста дебютував 10 серпня 2014 року в програному (1:3) домашньому поєдинку 3-го туру першої ліги чемпіонату України проти «Тернополя». Віталій вийшов у стартовому складі та відіграв увесь поєдинок. Дебютним голом за «корабелів» 20 березня 2015 року на 90+4-й хвилині програного (2:4) виїзного поєдинку 18-го туру першої ліги проти «Тернополя». Момот вийшов на поле на 83-й хвилині, замінивши Дмитра Кошелюка. Наразі у складі «Миколаєва» в першій лізі чемпіонату України зіграв 70 матчів та відзначився 1 голом.

## Досягнення
- Друга ліга чемпіонату України (група Б)
  -  Чемпіон (1): 2011/12